# Abrahám Paleostrovský
Abrahám Paleostrovský, Oloněcký byl igumen Paleostrovského monastýru a učedník přepodobného Kornilija Paleostrovského.

## Život
Z Příběhů o životě přepodobného Kornilije Paleostrovského je známo, že Abrahám k němu přišel poté, co se Kornilij usadil v jeskyni na ostrově Palej u Oněžského jezera. Paleostrovský monastýr byl založen Kornilijem v letech 1415—1421. Abrahám se s dalšími studenty podílel na výstavbě tohoto monastýru. Během Kornilijova života ho jmenoval svým nástupcem. Přepodobný Kornilij zemřel okolo roku 1420 a Abrahám ho pochoval v jeskyni na ostrově. Později byly jeho ostatky přeneseny do chrámu Narození Přesvaté Bohorodice. Abrahám zemřel v polovině 15. století (asi roku 1460). Byl pohřben do chrámu Narození blízko Kornilije.
Datum jeho kanonizace je neznámý. V 17. století se klášter dvakrát zřítil, což mělo za následek ztrátu velké části archivu. Místní úcta k Abrahámovi a Kornilijovije zaznamenána na počátku 19. století. Arcibiskup Sergij Spaskij uvádí den jeho památky na 21. srpna. Roku 1974 byl Abrahám zařazen do souboru Karelských svatých a roku 1981 do souboru Novgorodských svatých.